# Кратеропа сіра
Кратеро́па сіра (Argya malcolmi) — вид горобцеподібних птахів родини Leiothrichidae. Мешкає в Індії, Пакистані і Непалі.

## Опис
Довжина птаха становить 27-28 см. Забарвлення переважно сірувато-коричневе. Від дзьоба до очей інуть темно-сірі смуги, лоб сірий. Крайні стернові пера білі. Гузка і нижні покривні пера хвоста світло-сірі. Крила темно-сірувато-коричневі. Очі жовті. Дзьоб зверху коричневий, знизу жовтуватий. Спостерігалася аномальні особини, що демонстрували альбінізм.

## Поширення і екологія
Сірі кратеропи поширені на Індійському субконтиненті на південь від Гімалаїв, на схід від пустелі Тар, і на захід від Біхару. Вони живуть в саванах, в сухих чагарникових заростях, на полях і плантаціях, в садах. В деяких містах, зокрема в Пуне і Ахмадабаді, зустрічаються в міських парках, в інших, зокрема в Бенгалуру — лише на окраїнах передмість.

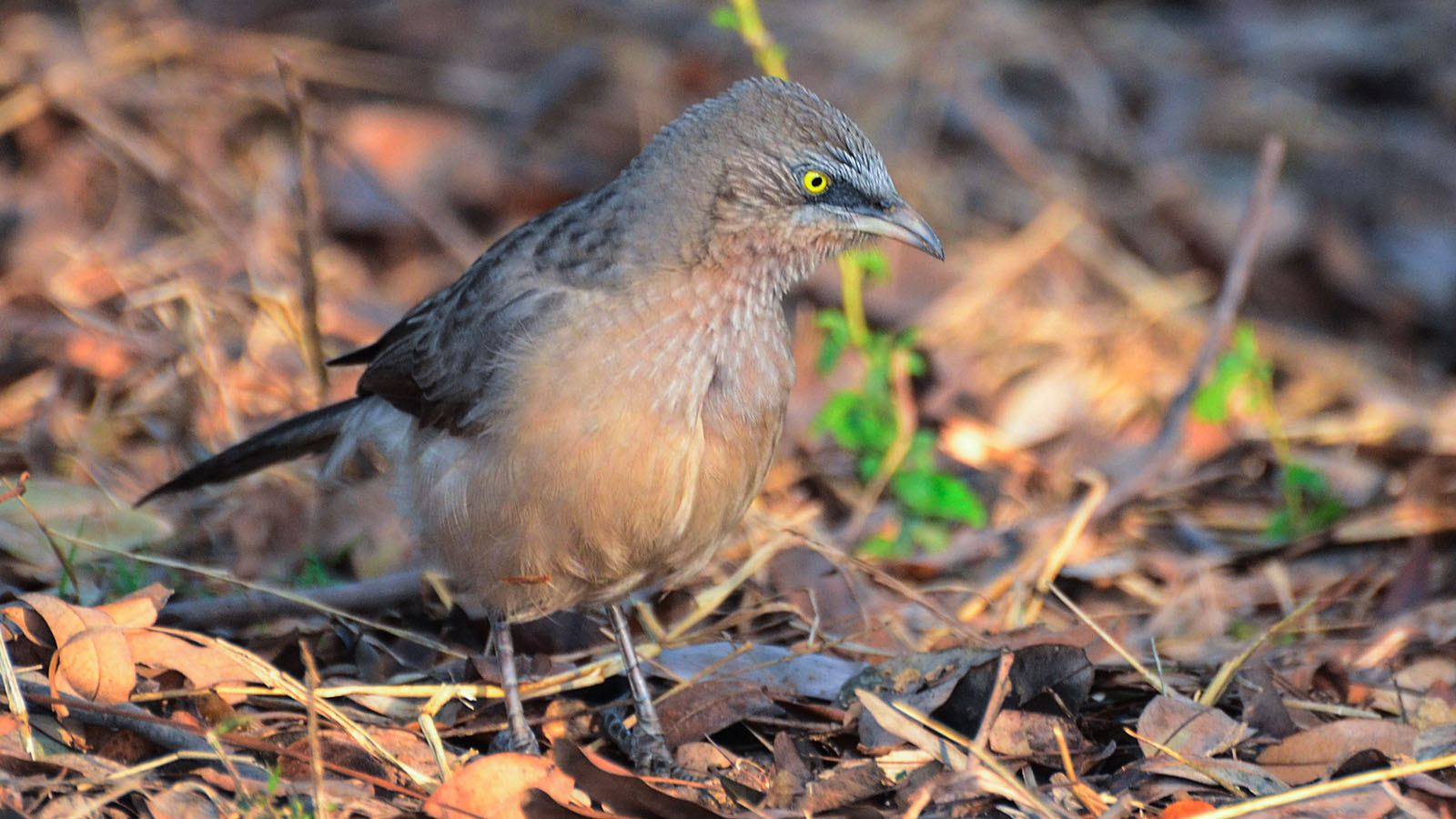
Сіра кратеропа

## Поведінка
Сірі кратеропи зустрічаються в зграях, середня чисельність яких становить 10 птахів. Іноді вони приєднуються до змішаних зграй птахів разом з попелястими кратеропами. Живляться переважно комахами, а також зерном, насінням і ягодами, павуками, дрібними ящірками і молюсками. Члени зграї демонструють агресію по відношенню до хижаків, і можуть нападати на них всією зграєю. Також члени зграї можуть демонструвати ігрову поведінку.
Сірі кратеропи можуть розмножуватись протягом всього року, однак пік гніздувань припадає на сезон дощів з березня по вересень. Гніздо неглибоке, чашоподібне, розміщується в чагарникових заростях, часто колючих, та на деревах, на висоті від 1,2 до 3 м над землею. В кладці 4 яйця. Сірі кратеропи іноді стають жертвами гніздового паразитизму строкатих і білогорлих зозуль. Сірим кратеропами не притаманне колективний догляд за пташенятами.

## Збереження
МСОП класифікує цей вид як такий, що не потребує особливих заходів зі збереження. Популяція загалом стабільна. Деяким популяціям загрожує полювання. Ендопаразитична цистода Vogea vestibularis паразитує на сірих кратеропах.